# Jefe de Estado Mayor (Montenegro)
El Jefe de Estado Mayor (montenegrino: Начелник Генералштаба / Načelnik Generalštaba) es el jefe del Estado Mayor y de las Fuerzas Armadas de Montenegro. El jefe de Estado Mayor es nombrado por el presidente de Montenegro, que es el comandante en jefe. El cargo se remonta al Principado de Montenegro. El actual jefe del Estado Mayor es el general de brigada Milutin Đurović.

## Jefes de Estado Mayor (1878–1918)

### Reino de Montenegro
| Nu. | Retrato | Nombre (Nacimiento-Muerte)        | Término del cargo   | Término del cargo   | Término del cargo  | Ministro de Defensa del Reino de Montenegro         | Jefe del Comando Supremo montenegrino                | Comandante en jefe |
| Nu. | Retrato | Nombre (Nacimiento-Muerte)        | Asumió el cargo     | Dejó el cargo       | Tiempo en la cargo | Ministro de Defensa del Reino de Montenegro         | Jefe del Comando Supremo montenegrino                | Comandante en jefe |
| --- | ------- | --------------------------------- | ------------------- | ------------------- | ------------------ | --------------------------------------------------- | ---------------------------------------------------- | ------------------ |
| 1   |         | General Janko Vukotić (1866-1927) | 6 de agosto de 1914 | 16 de enero de 1916 | 1 año, 153 días    | Risto Popović (1914-1915) Mašan Božović (1915-1916) | Božidar Janković (1914-1915) Petar Pešić (1915-1916) | Nicolás I          |

#### Jefe del Comando Supremo montenegrino
| No. | Retrato | Nombre (Nacimiento-Muerte)           | Término del cargo   | Término del cargo   | Término del cargo  | Comandante en jefe |
| No. | Retrato | Nombre (Nacimiento-Muerte)           | Asumió el cargo     | Dejó el cargo       | Tiempo en el cargo | Comandante en jefe |
| --- | ------- | ------------------------------------ | ------------------- | ------------------- | ------------------ | ------------------ |
| 1   |         | General Božidar Janković (1849-1920) | 6 de agosto de 1914 | 20 de abril de 1915 | 257 días           | Nicolás I          |
| 2   |         | General Petar Pešić (1871-1944)      | 20 de abril de 1915 | 16 de enero de 1916 | 271 días           | Nicolás I          |

#### Subjefe del Estado Mayor
| No. | Retrato | Nombre (Nacimiento-Muerte)      | Término del cargo   | Término del cargo   | Término del cargo  | Ministro de Defensa del Reino de Montenegro | Jefe del Estado Mayor | Jefe del Comando Supremo montenegrino | Comandante en jefe |
| No. | Retrato | Nombre (Nacimiento-Muerte)      | Asumió el cargo     | Dejó el cargo       | Tiempo en el cargo | Ministro de Defensa del Reino de Montenegro | Jefe del Estado Mayor | Jefe del Comando Supremo montenegrino | Comandante en jefe |
| --- | ------- | ------------------------------- | ------------------- | ------------------- | ------------------ | ------------------------------------------- | --------------------- | ------------------------------------- | ------------------ |
| 1   |         | General Petar Pešić (1871-1944) | 6 de agosto de 1914 | 20 de abril de 1915 | 257 días           | Risto Popović (1914-1915)                   | Janko Vukotic         | Božidar Janković                      | Nicolás I          |

## Jefes de Estado Mayor (2006–presente)
| No. | Retrato | Jefe del Estado Mayor                                      | Asumió el cargo       | Dejó la oficina       | tiempo en la oficina | Rama de defensa                  | Comandante en jefe                                         | Referencias |
| --- | ------- | ---------------------------------------------------------- | --------------------- | --------------------- | -------------------- | -------------------------------- | ---------------------------------------------------------- | ----------- |
| 1   |         | Teniente coronel general Jovan Lakčević (nacido en 1955)   | 9 de junio de 2006    | 6 de febrero de 2008  | 1 año, 242 días      | Ejército de Tierra de Montenegro | Filip Vujanović (2003–2018)                                | —           |
| 2   |         | Almirante Dragan Samardžić (nacido en 1963)                | 6 de febrero de 2008  | 13 de enero de 2017   | 8 años, 342 días     | Armada de Montenegro             | Filip Vujanović (2003–2018)                                | —           |
| 3   |         | Coronel general Ljubiša Jokić (nacido en 1958)             | 13 de enero de 2017   | 17 de octubre de 2017 | 277 días             | Fuerza Aérea Montenegrina        | Filip Vujanović (2003–2018)                                | —           |
| –   |         | General de brigada Ilija Daković (nacido en 1972) Interino | 17 de octubre de 2017 | 12 de julio de 2018   | 268 días             | Ejército de tierra de Montenegro | Filip Vujanović (2003–2018)                                | —           |
| 4   |         | General de brigada Dragutin Dakić (nacido en 1968)         | 12 de julio de 2018   | 16 de abril de 2021   | 2 años, 278 días     | Ejército de tierra de Montenegro | Milo Đukanović (2018–2023) Jakov Milatović (2023–presente) | [ 1 ]       |
| 5   |         | General de brigada Milutin Đurović (nacido en 1974)        | 16 de abril de 2021   | Titular               | 2 años, 330 días     | Ejército de tierra de Montenegro | Milo Đukanović (2018–2023) Jakov Milatović (2023–presente) | [ 2 ]       |